# Север (регион Португалии)
Север (порт. Região Norte ; /ʁɨʒiˈɐ̃ũ ˈnɔɾtɨ/) — экономико-статистический регион в северной Португалии. Включает в себя округа Виана-ду-Каштелу, Брага, Вила-Реал, Порту, Браганса, часть округов Авейру, Гуарда, Визеу. Территория — 21 278 км². Население — 3 586 586 человека (2021).

## География
Регион граничит:
- на севере — Испания
- на востоке — Испания
- на юге — Центральный регион
- на западе — Атлантический океан

## Субрегионы
Регион включает в себя 12 экономико-статистических субрегионов:
- Алту-Траз-уш-Монтиш
- Аве
- Каваду
- Дору
- Энтри-Дору-и-Вога
- Большой Порту
- Минью-Лима
- Тамега

## Крупнейшие города
- Порту
- Брага
- Браганса
- Виана-ду-Каштелу
- Вила-Реал